# Freixeiro (Quiroga)
Freixeiro (llamada oficialmente O Freixeiro) es una aldea española situada en la parroquia de Quintá de Lor, del municipio de Quiroga, en la provincia de Lugo, Galicia.

## Geografía
Está situado a 286 metros de altitud, entre la carretera N-120 y la línea férrea León-La Coruña. Hay un apeadero en la localidad, aunque no tiene servicios de viajeros desde 1999.

## Demografía
| Gráfica de evolución demográfica de Freixeiro entre 2000 y 2020 |
|                                                                 |
| Datos según el nomenclátor publicado por el INE.                |

## Lugares de interés
- Estación de Freijeiro